# رومانوفکا (شهرستان داولکانوفسکی، باشقیرستان)
رومانوفکا (انگلیسی: Romanovka, Davlekanovsky District, Republic of Bashkortostan) یک شهرک در شهرستان داولکانوفسکی در استان باشقیرستان کشور روسیه است.